# Сущее (Секретные материалы)
«Сущее» (англ. «all things») — 17-й эпизод 7-го сезона сериала «Секретные материалы». Премьера состоялась 9 апреля 2000 года на телеканале FOX. Эпизод принадлежит к типу «монстр недели» и не раскрывает так называемую «мифологию сериала», заданную в пилотной серии. Режиссёр и автор сценария — Джиллиан Андерсон, приглашённые актёры — Колин Флинн, Стэйси Хайдук, Стивен Хорняк, Николас Суровы, Кэрол Бэнкер и Скотт Вэнс.
В США серия получила рейтинг домохозяйств Нильсена, равный 7,1, который означает, что в день выхода серию посмотрели 12,18 миллиона человек.
Главные герои серии — Фокс Малдер (Дэвид Духовны) и Дана Скалли (Джиллиан Андерсон), агенты ФБР, расследующие сложно поддающиеся научному объяснению преступления, называемые Секретными материалами.

## Сюжет
Серия совпадений приводит Скалли к доктору Дэниэлу Уотерстону, женатому мужчине, с которым у неё был роман в медицинском колледже. Когда тот впадает в кому, она отбрасывает свои предрассудки и прибегает к альтернативной медицине для его спасения.